# Suzannecourt
Suzannecourt és un municipi francès situat al departament de l'Alt Marne i a la regió del Gran Est. L'any 2007 tenia 358 habitants.

## Demografia

### Població
El 2007 la població de fet de Suzannecourt era de 358 persones. Hi havia 138 famílies de les quals 29 eren unipersonals (8 homes vivint sols i 21 dones vivint soles), 46 parelles sense fills, 50 parelles amb fills i 13 famílies monoparentals amb fills.
La població ha evolucionat segons el següent gràfic:
Habitants censats

### Habitatges
El 2007 hi havia 157 habitatges, 143 eren l'habitatge principal de la família, 4 eren segones residències i 10 estaven desocupats. 151 eren cases i 5 eren apartaments. Dels 143 habitatges principals, 127 estaven ocupats pels seus propietaris, 15 estaven llogats i ocupats pels llogaters i 1 estava cedit a títol gratuït; 7 tenien dues cambres, 15 en tenien tres, 31 en tenien quatre i 89 en tenien cinc o més. 100 habitatges disposaven pel capbaix d'una plaça de pàrquing. A 63 habitatges hi havia un automòbil i a 64 n'hi havia dos o més.

### Piràmide de població
La piràmide de població per edats i sexe el 2009 era:
| Homes | Edats   | Dones |
| ----- | ------- | ----- |
| 0     | 95 o +  | 0     |
| 0     | 90 a 94 | 0     |
| 0     | 85 a 89 | 12    |
| 0     | 80 a 84 | 0     |
| 12    | 75 a 79 | 4     |
| 0     | 70 a 74 | 12    |
| 12    | 65 a 69 | 0     |
| 12    | 60 a 64 | 8     |
| 12    | 55 a 59 | 12    |
| 20    | 50 a 54 | 16    |
| 24    | 45 a 49 | 20    |
| 12    | 40 a 44 | 12    |
| 8     | 35 a 39 | 4     |
| 4     | 30 a 34 | 4     |
| 16    | 25 a 29 | 8     |
| 12    | 20 a 24 | 16    |
| 24    | 15 a 19 | 8     |
| 16    | 10 a 14 | 8     |
| 12    | 5 a 9   | 8     |
| 8     | 0 a 4   | 4     |

## Economia
El 2007 la població en edat de treballar era de 230 persones, 151 eren actives i 79 eren inactives. De les 151 persones actives 133 estaven ocupades (73 homes i 60 dones) i 17 estaven aturades (8 homes i 9 dones). De les 79 persones inactives 34 estaven jubilades, 17 estaven estudiant i 28 estaven classificades com a «altres inactius».

### Ingressos
El 2009 a Suzannecourt hi havia 132 unitats fiscals que integraven 345 persones, la mediana anual d'ingressos fiscals per persona era de 15.667 €.

### Activitats econòmiques
Dels 11 establiments que hi havia el 2007, 5 eren d'empreses de construcció, 1 d'una empresa de comerç i reparació d'automòbils, 1 d'una empresa d'hostatgeria i restauració, 1 d'una empresa financera, 1 d'una empresa immobiliària i 2 d'empreses de serveis.
Dels 4 establiments de servei als particulars que hi havia el 2009, 1 era un taller de reparació d'automòbils i de material agrícola, 1 fusteria i 2 electricistes.

## Equipaments sanitaris i escolars
El 2009 hi havia una escola elemental.

## Poblacions més properes
El següent diagrama mostra les poblacions més properes.